# KG Club
El Karangahape Road Girls' Club o Kamp Girls' Club, conegut simplement com a KG Club, va ser un centre comunitari destacat de la ciutat d'Auckland, considerat un dels primers clubs lèsbics de la història de Nova Zelanda.

## Història
El KG Club va ser fundat l'any 1972 per un grup de dones, d'entre les quals Raukura Te Aroha "Bubs" Hetet. En una entrevista posterior, Hetet va assenyalar que aleshores hi havia una comunitat lesbiana important a Auckland, però que no tenia un espai de reunió clar, així que es va decidir de constituir el KG Club.
Originalment, el club se situava al número 200 de Karangahape Road, en un edifici que abans havia servit com a perruqueria. Tanmateix, el club va canviar d'ubicació diverses vegades per problemes financers i de llicències de begudes alcohòliques. Entre d'altres, va estar en els carrers de Saint Kevin's Arcade, Beach Road i Albert Street.
En aquella època, les lleis de Nova Zelanda impedien que les dones obtinguessin llicències de venda d'alcohol, amb la qual cosa gran part del comerç realitzat pel KG Club era il·legal i el local va ser objecte de diverses batudes policials. Per culpa d'això, el 1978 va tancar a Beach Road i el 1979 finalment el club va ser liquidat, també a causa d'un deute de 3800$ de l'organització.
El KG Club era majoritàriament autogestionat per voluntàries i al llarg dels anys va acollir diverses trobades i tallers comunitaris, com ara classes de formació per a dones, casaments no oficials, esdeveniments de cinema i música i debats sobre qüestions com el racisme, la criança i els problemes dels maoris i els altres pobles indígenes de les Illes Pacífiques. Tot i ser-ne cofundadora, Hetet va expressar la seva decepció per la política no-mixta «només per a dones» adoptada de vegades pel KG Club, perquè pensava que així s'excloïa moltes de les seves amistats queers, que no eren dones.
El club va tancar el 1985. Posteriorment, el Charlotte Museum Te Whare Takatāpuhi-Wāhine o Aotearoa, un museu d'història lèsbic d'Auckland, va prendre el nom de dues membres del KG Club, Charlotte Prime i Charlotte Smith.